# Sencilla alegría
Sencilla alegría es el décimo disco de la cantante española Luz Casal, puesto a la venta en 2004. Incluye la canción Ecos, dedicada a las víctimas de los atentados del 11 de marzo de 2004 en Madrid, que alcanzó gran popularidad.

## Lista de canciones
- Edición estándar

| Sencilla Alegría |                         |                           |                                     |          |  |
| N.º              | Título                  | Escritor(es)              | Música de                           | Duración |  |
| 1.               | «Un nuevo día brillará» | Jerôme Soligny, Luz Casal | Etienne Daho, Robert Farrel         | 3:06     |  |
| 2.               | «No te vayas»           | Antonio Serrano           | Antonio Serrano                     | 4:53     |  |
| 3.               | «Sencilla Alegría»      | Luz Casal, Pablo Guerrero | Chris Barron                        | 3:58     |  |
| 4.               | «Mi memoria»            | Luz Casal                 | Rui Veloso                          | 3:26     |  |
| 5.               | «Octubre»               | Francis Carrel            | Francis Carrel                      | 3:25     |  |
| 6.               | «Ecos»                  | Berna Acosta, Luz Casal   | Berna Acosta                        | 3:40     |  |
| 7.               | «Para un cínico»        | Luz Casal                 | Luz Casal, Jorge F. Ojea            | 3:35     |  |
| 8.               | «Noches Blancas»        | Luz Casal                 | Chris Barron, Luz Casal, Jeff Cohen | 4:03     |  |
| 9.               | «Pobre de mí»           | Luz Casal, Pablo Guerrero | Luz Casal                           | 2:49     |  |
| 10.              | «Agua de Marte»         | Nicolás Pastoriza         | Pablo Novoa                         | 3:23     |  |
| 11.              | «Noches Blancas»        | Rosalía de Castro         | Xoán Montes Capón                   | 5:56     |  |

11. "Negra Sombra" Rosalía de Castro
- Edición especial limitada

| Sencilla Alegría |                         |                           |                                     |          |  |
| N.º              | Título                  | Escritor(es)              | Música de                           | Duración |  |
| 1.               | «Un nuevo día brillará» | Jerôme Soligny, Luz Casal | Etienne Daho, Robert Farrel         | 3:06     |  |
| 2.               | «No te vayas»           | Antonio Serrano           | Antonio Serrano                     | 4:53     |  |
| 3.               | «Sencilla Alegría»      | Luz Casal, Pablo Guerrero | Chris Barron                        | 3:58     |  |
| 4.               | «Mi memoria»            | Luz Casal                 | Rui Veloso                          | 3:26     |  |
| 5.               | «Octubre»               | Francis Carrel            | Francis Carrel                      | 3:25     |  |
| 6.               | «Ecos»                  | Berna Acosta, Luz Casal   | Berna Acosta                        | 3:40     |  |
| 7.               | «Para un cínico»        | Luz Casal                 | Luz Casal, Jorge F. Ojea            | 3:35     |  |
| 8.               | «Noches Blancas»        | Luz Casal                 | Chris Barron, Luz Casal, Jeff Cohen | 4:03     |  |
| 9.               | «Al vuelo»              | Quique González           | Quique González                     | 3:20     |  |
| 10.              | «Enamorada de un sueño» | Luz Casal                 | Luz Casal                           | 3:20     |  |
| 11.              | «Pobre de mí»           | Luz Casal, Pablo Guerrero | Luz Casal                           | 2:49     |  |
| 12.              | «Tiempo al tiempo»      | Luz Casal                 | Henri Salvador                      | 4:02     |  |
| 13.              | «Agua de Marte»         | Nicolás Pastoriza         | Pablo Novoa                         | 3:23     |  |
| 14.              | «Noches Blancas»        | Rosalía de Castro         | Xoán Montes Capón                   | 5:56     |  |

## Sencillos
- "Un nuevo día brillará"
- "Sencilla alegría"
- "Ecos"
- "No te vayas"